# Пассагины
Пассагины (итал. pas(s)agerii, pas(s)agii, pas(s)agini) — иудействующая христианская секта, существовавшая в Ломбардии в XII—XIII веках.
По мнению американского исследователя Луиса Ньюмана, источником разнообразных иудействующих ересей XII—XIII веков стала схизма, последовавшей за избранием в 1130 году антипапы иудейского происхождения Анаклета II. 
Основным положением учения пассагинов являлось буквальное принятие закона Моисея. Таким образом, они соблюдали иудейские праздники и практиковали обрезание. Аналогичные взгляды о превосходстве закона Ветхого завета над новозаветными установлениями зафиксированы и в отчётах инквизиции южной Франции. В данном отношении катары придерживались позиции, противоположной той, которой придерживались катары, другое широко распространённое еретическое течение того времени. Не известно, отмечали ли пассагины субботу по-иудейски или же по-христиански. Не известно, в какой мере пассагины соблюдали иудейские пищевые запреты. В связи со своей приверженностью практике обрезания пассагины также известны как сircumcisi, хотя не все исследователи согласны с таким отождествлением. Пассагины признавали Новый завет, принимая тем самым сторону раннехристианских иудеев-христиан. Отношение пассагинов к Иисусу Христу носило субординационистический характер. Они не признавали Христа равным и единосущным Отцу. Согласно Бонакурсусу, главным заблуждением пассагинов было осуждение Римско-католической церкви и, прежде всего, её учёных представителей (лат. Doctores Ecclesiae). Такое отношение проистекало вследствие как критики аморальности духовенства, так и отрицания церковной иерархии, как не имеющей библейской основы.
Средневековые ересиографы называют Милан центром распространения иудействующих сект в северной Италии. Согласно Этьену де Бурбон, там прошёл публичный диспут представителей семи сект, претендовавших на звание истинной церкви. Предположительно, одной из тех сект были пассагины. Сохранившихся документов не достаточно для установления точной хронологии деятельности секты. Впервые она упоминаатся в решениях Веронского собора 1184 года. В дальнейшем пассагинов неоднократно анафематствовали, в том числе папа Юлий II в 1511 году. К тому времени, видимо, это уже было простой формальностью.
Название секты известно в разнообразных вариантах написания. Существует ряд предположений относительно его происхождения.